# Скун (Шотландия)
Скун (англ. Scone; гэльск. Sgàin; скотс Scone; о файле/ˈskuːn/) — деревня в округе Перт-энд-Кинросс в Шотландии.
Старое поселение Скун было древней столицей Шотландского королевства и располагался в области Гоури в графстве Пертшир. Оно возникло рядом с аббатством Скун, служившим также одной из резиденций короля Шотландии. Кроме того, в Скуне проходила коронация монархов. Позже недалеко от Скуна возник город Перт.
В начале XIX века поселение было покинуто, а его жители переселились в другое место. Оно располагалась в 2 км к востоку от старого поселения,  рядом с новым дворцом, построенным графом Мэнсфилдом. Новое поселение получило название Новый Скун, а с 1997 года стало называться просто Скун.

## История

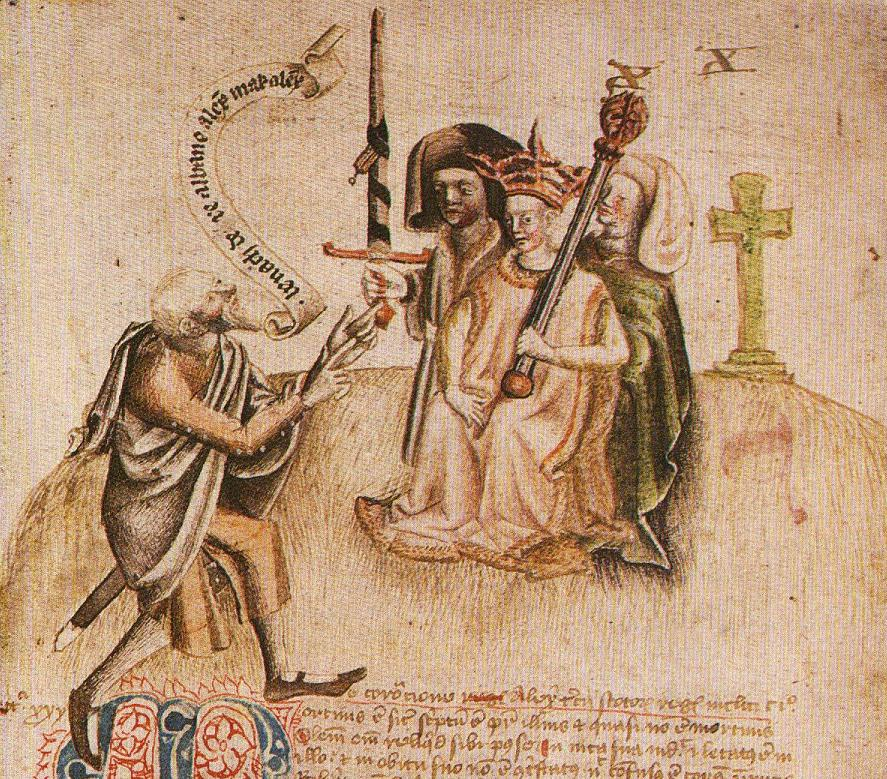
Коронация короля Александра III в Скуне

Точная дата основания Скуна неизвестна. Возможно, что уже в V веке существовало поселение или центр власти. Но первое документальное упоминание Скуна относится к IX веку, когда король Кеннет I, объединивший владения скотов и пиктов, в 848 или 849 году перевёз из покинутого монастыря на Айоне, в котором из-за постоянных набегов викингов стало невозможно жить, знаменитый коронационный камень, на котором происходила коронация монарха.
Скун стоял на судоходной части реки Тей, однако это делало его уязвимым для нападений викингов, которые в IX—X веках использовали реку для продвижения вглубь Шотландии. В 904 году в окрестностях Скуна произошло сражение между армией короля Константина II и викингами. Со временем река Тей стала менее судоходной, а корабли стали больше. Сочетание этих факторов вынудило короля Давида I основать в миле от Скуна ниже по течению реки Тей новый город — Перт.
В XII веке короли Шотландии превратили Скун в важный центр королевства. Ряд историков утверждает, что в 1114 году король Александр I основал монастырь Скун, однако вероятно этот указ был просто подтверждением статуса аббатства, существовавшего ранее. Существуют свидетельства, что в IX веке в Скуне существовала община Кулди, которые позже слились с августинцами. В 1163 или 1164 году король Малькольм IV повысил статус монастыря до аббатства. Находясь рядом с местом коронации монархов Шотландии, аббатство выполняло важные функции.

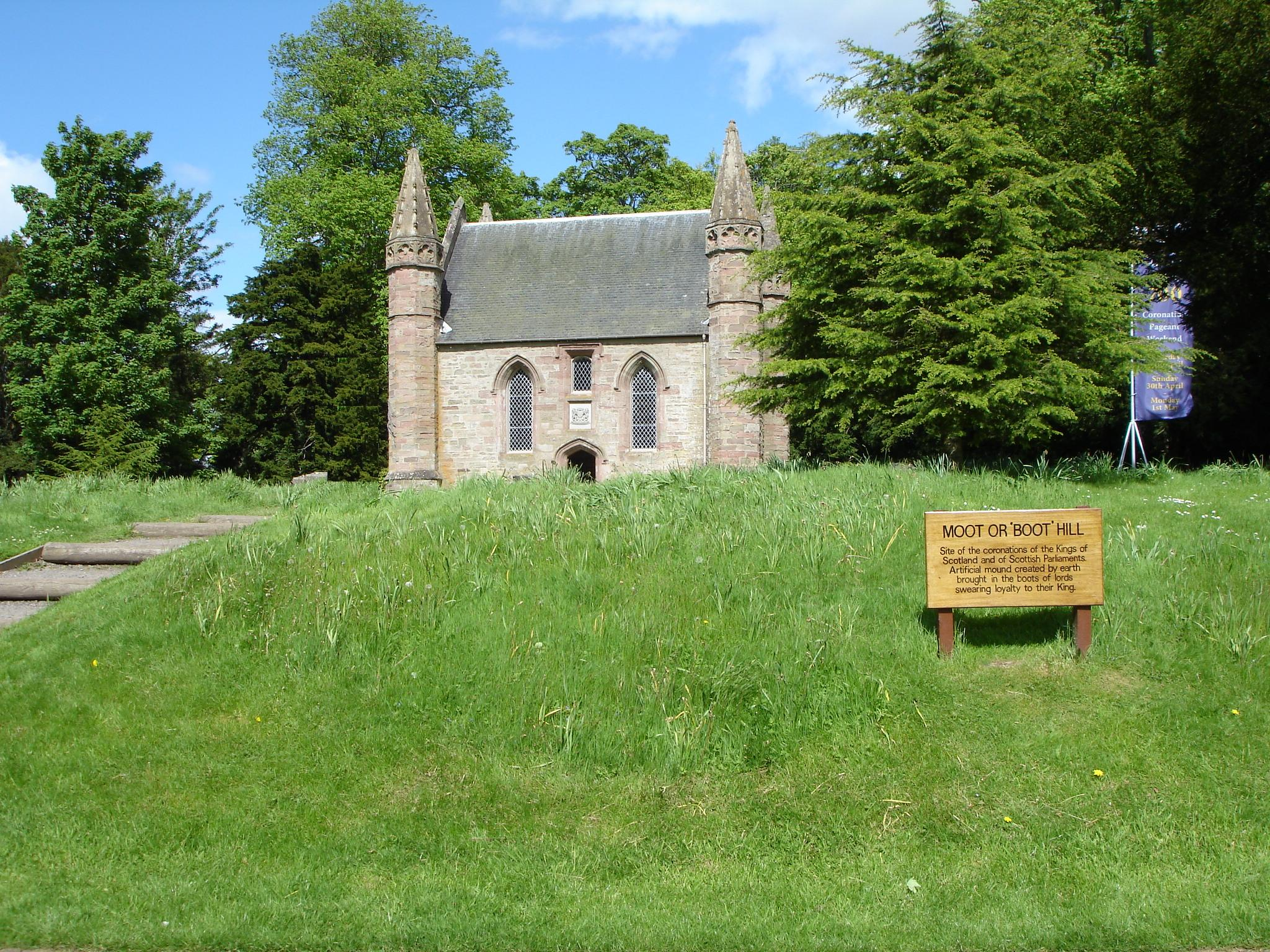
Коронационный холм с часовней на нём в наше время

В 1295 году король Англии Эдуард I захватил коронационный камень и перевёз его  в своё королевство. Во время войны за независимость Шотландии Скун служил королевской резиденцией, также здесь располагались охотничьи угодья. Аббатство же продолжало выполнять прежние функции, однако теперь коронация была более языческой и проводилась на коронационном холме.
Позже значимость Скуна снизилась. Аббатство пострадало от пожара в XII веке и подвергалась многим атакам во время войн за независимость Шотландии. А Реформация в Шотландии в XVI веке положила конец могуществу шотландских монастырей. В июне 1559 года аббатство подверглось нападению со стороны толпы реформистов из Данди и было серьёзно повреждено. Монашеская жизнь в Сконе продолжалась до 1640 года, после чего монахи окончательно покинули Скун, религиозная жизнь продолжалась только как часть приходской церкви Скуна.
В 1581 году Скун вошёл в состав графства Гоури, которое получил Уильям Рутвен, 1-й граф Гоури. Графство просуществовало до 1600 года, когда Джон Рутвен, 3-й граф Гоури, погиб во время неудачной попытки организовать убийство короля Якова VI. Скун же в 1606 году был передан Дэвиду Мюррею, получившему титул барона Скуна, а в 1621 году получившему титул виконта Стормонта. Доставшийся ему дворец, судя по всему, оставался в приличном состоянии; виконты, осуществив некоторую перестройку, жили в нём и принимали важных гостей. Так в 1651 году в Скуне был коронован Карл II.
Владевшие Скуном Мюрреи были якобитами и сильными сторонниками изгнанных из Англии и Шотландии Стюартов. Этот факт, а также важное место Скуна в шотландской истории, побудило Старшего претендента сделать Скун своей базой в Шотландии во время провалившегося якобитского восстания 1715 года. Во время якобитского восстания 1745 года Молодой претендент также посещал Скун.

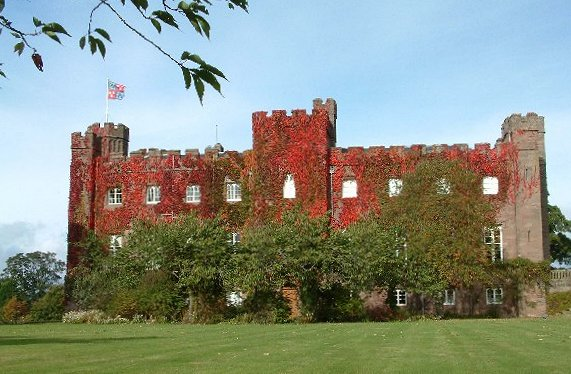
Скунский дворец

В 1803 году Мюрреи, к этому моменту получившие титул графов Мэнсфилдов, начали строительство нового дворца стоимостью 70 000 фунтов стерлингов по проекту известного английского архитектора Уильяма Аткинсона. Построенный в неоготическом стиле, дворец был завершен в 1812 году и имел в общей сложности 120 комнат. В 1805 году около него было построено поселение, получившее название Новый Скун. Оно располагалась в 2 км к востоку от старого поселения и в 1,5 км от Перта. Старое же поселение было заброшено. В 1997 году поселение Новый Скун было официально переименовано в Скун. По данным переписи населения Шотландии 2001 года в нём проживало 4430 человек, из которых 84,33 % шотландцы.